# Michael Grossman
 (mars 2021).
Pour les articles homonymes, voir Grossman.
Michael N. Grossman est un réalisateur de cinéma et de télévision américain.
Il a réalisé des épisodes pour des dizaines de séries télévisées différentes, dont principalement son travail sur Grey's Anatomy et son spin-off Private Practice. Il a également travaillé sur, entre autres, les séries Charmed, Zoé, Angel, Invisible Man, Arliss, Firefly, Star Trek: Enterprise, Earth 2, Buffy contre les vampires, Gilmore Girls, Drop Dead Diva, Manhattan, AZ, Les Frères Scott, Las Vegas, Eureka, Dirty Sexy Money et Pretty Little Liars.
Avant de travailler pour la télévision, Grossman a été réalisateur assistant sur les films Hide and Go Shriek (1988) et Les Tortues Ninja (1990).
Il a aussi réalisé les téléfilms Merry Christmas, Drake and Josh (2008) et Starstruck (2010).

## Filmographie

### Télévision

#### Séries télévisées
- 1995 : Earth 2 (2 épisodes)
- 1998-2002 : Arliss (12 épisodes)
- 1999 : Cousin Skeeter (1 épisode)
- 2000 : The Pit (1 épisode)
- 2000 : Manhattan, AZ (3 épisodes)
- 2001-2002 : Invisible Man (11 épisodes)
- 2001-2003 : Angel (4 épisodes : Déclaration de guerre, Anniversaire, Cordelia, où es-tu ? et Opération Lisa)
- 2002 : The Chronicle (1 épisode)
- 2002 : Firefly (épisode Sains et Saufs)
- 2003 : Tremors (1 épisode)
- 2003 : Les Frères Scott (1 épisode)
- 2003 : Jake 2.0 (1 épisode)
- 2003 : Miracles (1 épisode)
- 2003 : Buffy contre les vampires (épisode Exercice de style)
- 2004 : Gilmore Girls (1 épisode)
- 2004 : Las Vegas (1 épisode)
- 2004-2005 : Star Trek: Enterprise (3 épisodes)
- 2004-2006 : Charmed (5 épisodes)
- 2005 : Killer Instinct (1 épisode)
- 2006-2007 : Eureka (2 épisodes)
- 2006-2008 : Zoé (8 épisodes)
- 2007 : The Dresden Files (2 épisodes
- 2007 : Standoff (1 épisode)
- 2007 : Grey's Anatomy (4 épisodes)
- 2007-2009 : Dirty Sexy Money (4 épisodes)
- 2008 : Big Shots (1 épisode)
- 2008 : Le Diable et moi (1 épisode)
- 2008 : The Middleman (1 épisode)
- 2008 : Eli Stone (1 épisode)
- 2009 : 90210 Beverly Hills : Nouvelle Génération (1 épisode)
- 2009 : Cupid (en) (2 épisodes)
- 2010 : Huge (1 épisode)
- 2010 : Gigantic (1 épisode)
- 2010-2014 : Drop Dead Diva (18 épisodes)
- 2011 : Greek (1 épisode)
- 2011-2012 : The Lying Game (2 épisodes)
- 2011-2015 : Pretty Little Liars (7 épisodes)
- 2012 : Gossip Girl (1 épisode)
- 2012 : Jane by Design (1 épisode)
- 2012-2013 : Body of Proof (3 épisodes)
- 2013 : Nashville (1 épisode)
- 2014 : The Fosters (1 épisode)
- 2014 : Mistresses (2 épisodes)
- 2014-2015 : Chasing Life (2 épisodes)
- 2014-2015 : Switched (2 épisodes)
- 2015-2018 : The Originals (4 épisodes)
- 2016 : Chicago P.D. (1 épisode)
- 2016 : DC: Legends of Tomorrow (1 épisode)
- 2017 : Andi (1 épisode)
- 2017 : Daytime Divas (2 épisodes)
- 2018 : Life Sentence (1 épisode)
- 2019 : Cobra Kai (2 épisodes)
- 2019 : Games People Play (2 épisodes)

#### Téléfilms
- 1999 : Road Block
- 2000 : Kenan & Kel: Two Heads Are Better Than None
- 2008 : Joyeux Noël Drake et Josh (Merry Christmas, Drake & Josh)
- 2010 : Starstruck : Rencontre avec une star (StarStruck)
- 2011 : Un prince pas très charmant (Fixing Pete)
- 2015 : One Crazy Cruise
- 2020 : Noël chez les Mitchell ! (The Christmas House)